# Ladies in Lavender
Ladies in Lavender é um filme de drama inglês de 2004 que tem o roteiro adaptado do conto do consagrado escritor William Locke com direção do veterano ator Charles Dance.

## Sinopse
Em 1936 as, já idosas, irmãs Janet (Maggie Smith) e Ursula (Judi Dench),  vivem em uma velha casa na pequena vila em Cornwall, no sudoeste da Inglaterra. Após uma tempestade violenta perto da praia, elas encontram um jovem ferido chamado Andrea (Daniel Brühl) – provavelmente sobrevivente de um naufrágio - levam-no para sua casa e cuidam para que se recupere. Descobrem que ele não fala nenhuma palavra em inglês, mas é um talentoso violinista polonês que queria emigrar para os Estados Unidos. As duas irmãs se enamoram dele, o que conduz a uma rivalidade de quase possessiva tutela. Ele lembra Janet do amor que ela perdeu, quando o marido foi morto na I Guerra Mundial, e desperta em Ursula sentimentos românticos que ela nunca tinha sentido.
Em férias na vila, a artista russa Olga Daniloff (Natascha McElhone),  ouve Andrea ao violino e escreve ao seu irmão,o famoso violinista e maestro Boris Daniloff, sobre seu talento. Com o passar dos dias, a amizade entre Olga e Andrea se estreita e ela convence o irmão de ouví-lo em Londres. Embora Andrea se preocupe profundamente com as irmãs que o trataram tão bem, reconhece que esta é uma chance de iniciar sua carreira profissional, viaja com Olga sem se despedir de Janet e Ursula. Mais tarde ele lhes envia uma carta, juntamente com um retrato seu pintado por Olga, agradecendo-lhes por terem-lhe salvo a vida. As irmãs viajam à Londres para assistir Andrea na sua primeira apresentação pública como violinista solista da orquestra de Boris.

## Elenco principal
- Judi Dench..... Ursula
- Maggie Smith..... Janet
- Daniel Brühl..... Andrea
- Natascha McElhone..... Olga
- Miriam Margolyes..... Dorcas
- David Warner..... Dr. Mead